# Knottenmühle (Tann)
Koordinaten: 50° 38′ 35,3″ N, 10° 1′ 13,6″ O

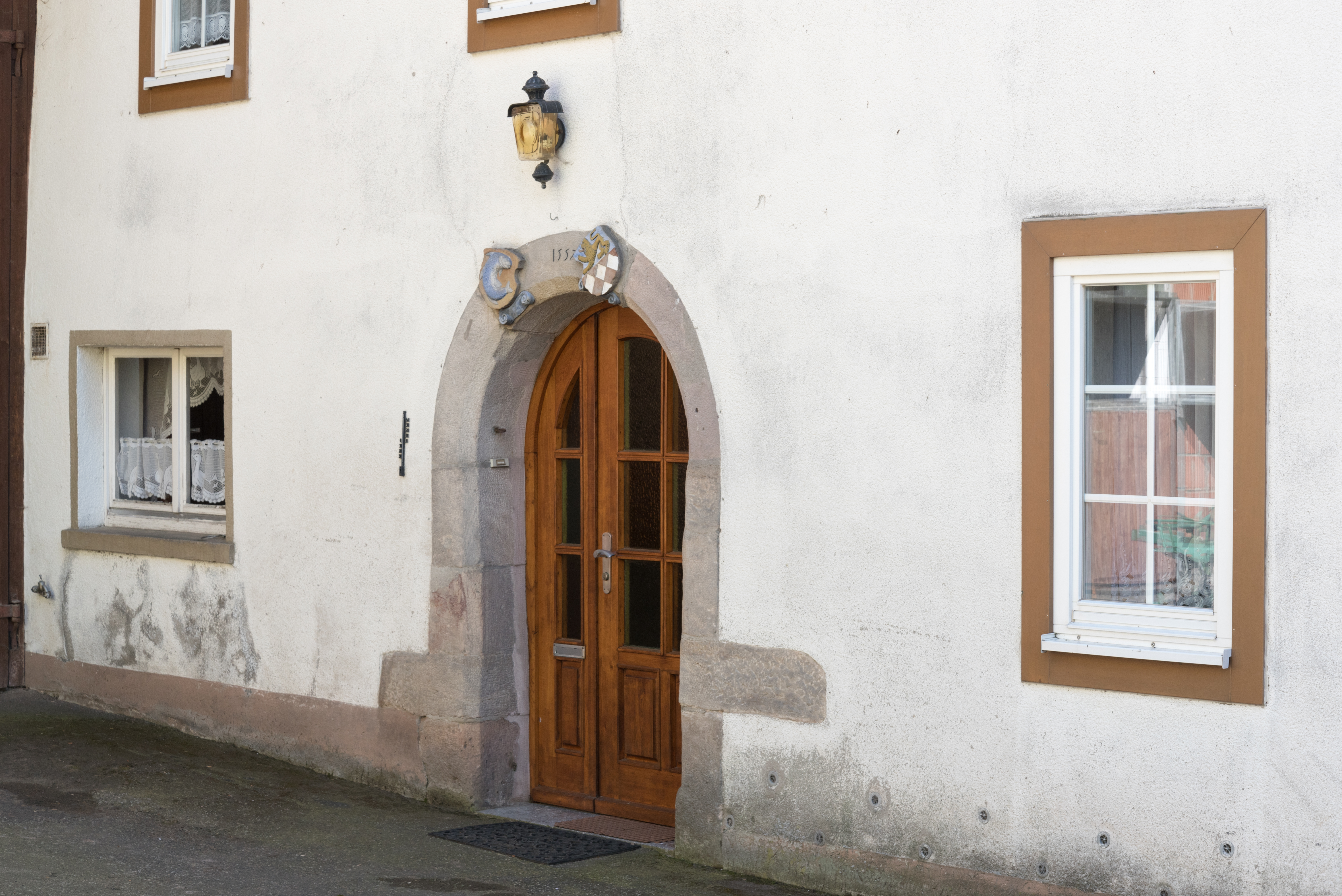
Das Portal mit Jahreszahl und Wappen

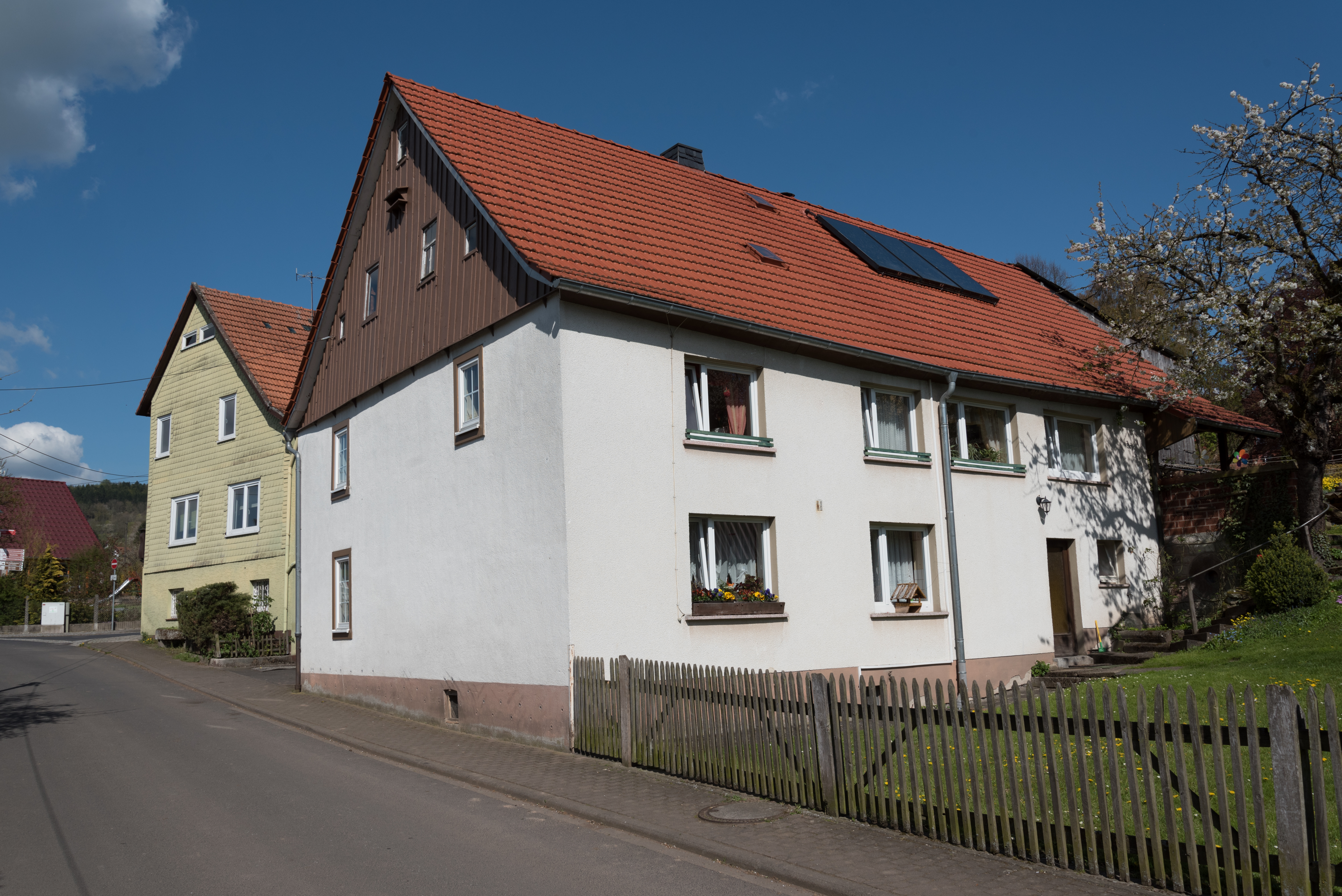
Das ehemalige Mühlen- und heutige Wohnhaus

Die Knottenmühle ist eine ehemalige Wassermühle in der Stadt Tann (Rhön) im osthessischen Landkreis Fulda.
Als „Knotten“ bezeichnete man regional früher die Samenkapseln des Flachses. Die Mühle wurde offensichtlich auch zur Leinölgewinnung genutzt, was den heute eigentümlich anmutenden Namen erklärt. Der Bau ist als Kulturdenkmal ausgewiesen und geschützt.

## Geschichte
Die Mühle wurde im Jahre 1557 vom damaligen Regenten der Herrschaft Tann, Eberhard von der Tann (1495–1574), als Schloßmühle an einem inzwischen verschwundenen Zufluss der Ulster erbaut. Sie liegt etwa 150 m nordwestlich unterhalb des Stadtschlosses an der Straße „Am Unsbach“ (Am Unsbach 1); von dort hat man einen schönen Blick auf die Talseite des Schlosses.
Das Baujahr der Mühle, 1557, ist in den Torbogen über dem hofseitigen Portal eingeschlagen. Rechts und links daneben befinden sich zwei Wappenschilde, optisch links das für Eberhard von der Tann, optisch rechts das für seine Frau, Maria Anna Schenk zu Schweinsberg († 8. August 1567).
Im Gegensatz zur unmittelbar gegenüberliegenden Ulstermühle ist die Mühle nicht mehr in Betrieb; sie ist in Privatbesitz und wird als Wohnhaus genutzt.